# Gebr. Becker
Gebr. Becker (Gebrüder Becker) ist ein Unternehmen mit Sitz in Wuppertal. Es entwickelt Komponenten der Vakuum- und Drucklufttechnologie, vor allem Vakuumpumpen, Verdichter und Luftversorgungssysteme und stellt diese her. Zu den Kunden gehören neben Unternehmen des Maschinen- und Anlagenbaus auch Endverbraucher wie Krankenhäuser oder Druckereien.
Das als GmbH geführte Familienunternehmen beschäftigt circa 1100 Mitarbeiter an 17 Standorten weltweit bei einem Jahresumsatz von 165 Millionen Euro (Stand 2024).

## Geschichte
1885 wurde die Maschinenfabrik Gebr. Becker von den Brüdern Otto und Robert Becker in Barmen (gehört heute zu Wuppertal) gegründet. Das Unternehmen hatte anfangs vier Mitarbeiter und belieferte die lokale Chemie-, Bergbau- und Textilindustrie unter anderem mit speziell angefertigten Rührwerken, Förderhaspeln und Textilmaschinen. 1915 trat Otto Beckers gleichnamiger Sohn in das Unternehmen ein und konzentrierte sich auf Entwicklungen im Bereich des Vakuums und der Druckluft, zu denen er auch bedeutsame Patente anmelden konnte. So wurden beispielsweise bis 1928 Sogpumpen zum Antrieb von Bordinstrumenten in der Flugzeugindustrie entwickelt. Im Stadtteil Wichlinghausen wurde derweil ein neues Werk errichtet. Nach dem Zweiten Weltkrieg wurde das Produktionswerk demontiert und die Produktion verboten. Zwei Jahre später wurde daher unter dem neuen Namen Gebläse- und Pumpenbau GmbH ein Neuanfang begonnen.
1951 trat Hansjürgen Becker ins Unternehmen ein und widmete sich dem Aufbau eines internationalen Vertriebsnetzes. Zudem intensivierte er zusammen mit seinem Vater die Entwicklung ölfrei arbeitender Rotations- und Seitenkanalverdichter. Ab 1960 war das Unternehmen wieder unter dem ursprünglichen Namen Gebr. Becker Maschinenfabrik tätig. 1971 ging das neue Werk im Industriegebiet Nächstebreck in Betrieb. Zu diesem Zeitpunkt waren weltweit über eine Million Geräte der Firma Becker im Einsatz. Mit der Becker Pumps Corp. nahm 1975 in Cuyahoga Falls bei Akron (Ohio, Vereinigte Staaten) die erste Tochtergesellschaft ihren Betrieb auf.
1981 wurden alle Betriebsstätten sowie die Verwaltung in einem Neubaukomplex im Werk Nächstebreck zusammengefasst. Zwei Jahre später wurde in Hull (Großbritannien) mit Becker UK die zweite Tochtergesellschaft gegründet. 1985 gehörte das Unternehmen zu den international führenden auf dem Gebiet des Vakuums und der Druckluft. 1987 wurde mit Becker France in Rambouillet (Frankreich) die dritte Tochtergesellschaft gegründet. Ein Jahr später lieferte das Unternehmen das erste Lasergebläse RV 2.23 für die Gasumwälzung in CO2-Lasern mit einer Drehzahl von 30.000/min aus.
1990 trat Martin Becker in vierter Generation der Gründerfamilie in die Geschäftsführung des Unternehmens ein. Ab 1991 orientierte sich Becker verstärkt international und schuf mehrere Tochtergesellschaften: 1991 Becker Italia, 1994 Becker Switzerland und Becker Air Techno (Japan), 1997 Becker Druk- en Vacuümpompen (Niederlande) und Becker Vakuumteknik (Schweden), 1998 Becker Asia Pacific (Singapur) und 1999 Becker Danmark. Parallel wurde ein Netzwerk internationaler Vertretungen aufgebaut. 1996 eröffnete Becker eine Niederlassung im baden-württembergischen Rutesheim für den süddeutschen Raum. Im selben Jahr wurde das erste neu entwickelte VARIAIR System (VAS) ausgeliefert, zwei Jahre später folgte das VADS System mit Schraubenvakuumpumpen ohne Übersetzungsgetriebe.
1999 wurde im thüringischen Apolda ein Produktionswerk errichtet, das heute etwa 130 Mitarbeiter beschäftigt. 2001 wurde mit Becker Iberica bei Madrid (Spanien) die elfte Tochtergesellschaft gegründet. 2003 expandierte das Unternehmen mit Becker-Korea zudem in den südkoreanischen Raum. Im Jubiläumsjahr 2005 wurde das zweimillionste Gerät, eine VT 4.40, ausgeliefert. Gebr. Becker GmbH entstand durch Umwandlung im Wege des Formwechsels der Gebr. Becker GmbH & Co. Im selben Jahr wurde mit Becker Vacuum and Air Equipments (China) eine weitere Tochtergesellschaft gegründet.
2006 hatte das Unternehmen im Inland sowie den Auslandstochtergesellschaften bereits über 650 Mitarbeiter. Bis 2007 wurden an den deutschen Standorten durchschnittlich zehn Auszubildende jährlich eingestellt. Dieses Engagement wurde mit dem Bergischen Ausbildungspreis gewürdigt. Im Jahr darauf wurde mit Becker Polska die 14. Tochtergesellschaft gegründet. 2010 feierte das Unternehmen in Wuppertal sein 125-jähriges Bestehen. 2011 gründen Martin und Karolina Becker in Wuppertal Elberfeld das Coworking Space Workspace Pasche Penthouse für Produkt- und Projektentwicklung.
2013 trat Dorothee Becker in die Geschäftsführung der Firmengruppe ein. 2014 würdigte der Stifterverband forschende Unternehmen e. V. die Firmengruppe für ihre besondere Verantwortung, die sie für Staat und Gesellschaft übernimmt, durch die Auszeichnung mit dem Siegel Innovativ durch Forschung. 2016 wurde das Unternehmen bei dem Wuppertaler Wirtschaftspreis zum Preisträger in der Kategorie „Unternehmen des Jahres“ bestimmt. Seit vielen Jahren wird das Unternehmen auch mit der Auszeichnung „ausgezeichneter Ausbildungsbetrieb“ ausgezeichnet, zuletzt 2018.

## Tochtergesellschaften
- China: Becker Vacuum & Air Equipment, Shanghai[8]
- Dänemark: Becker Danmark A/S, Horsens
- Deutschland: Gebr. Becker GmbH, Wuppertal
- Frankreich, Becker France S.à.r.l., Rambouillet
- Großbritannien: Becker UK Ltd., Hull[9]
- Indien: Gebr Becker India Vacuum Pumps Pvt. Ltd., Pune[10]
- Italien: Becker Italia S.r.l., Castenaso
- Japan: Becker Air Techno Co. Ltd., Tokio
- Niederlande: Becker Druk- en Vacuümpompen B.V., Heerenveen[11]
- Österreich: Gebrüder Becker Austria GmbH, Wiener Neudorf
- Polen: Becker Polska Sp.z o.o., Kościan[12]
- Schweden: Becker Vakuumteknik AB, Uppsala[13]
- Schweiz: Becker AG, Spreitenbach
- Singapur: Becker Asia Pacific PTE Ltd., Singapur[14]
- Spanien: Becker Iberica de Bombas de Vacío y Compresores S.A., Vilanova i la Geltrú[15]
- Südkorea: Becker Korea Co., Ltd., Goyang
- Taiwan: Becker Pumps Taiwan Co., Ltd., New Taipei City
- Vereinigte Staaten: Becker Pumps Corporation, Cuyahoga Falls (Ohio)

## Auszeichnungen
- 2003: Lebendige Unternehmenskultur
- 2003: Deutscher Arbeitgeberpreis für Bildung
- 2005: red dot design award
- 2006: Nominierung für den Designpreis der Bundesrepublik Deutschland
- 2006: Sumo-Tori-Preis (Marketingpreis des Deutsch-Japanischen Wirtschaftskreises)
- 2007: Bergischer Bildungspreis
- 2014: Auszeichnung Innovativ durch Forschung Stifterverband
- 2016: Wuppertaler Wirtschaftspreis – Unternehmen des Jahres.
- 2018: Ausgezeichneter Ausbildungsbetrieb
- 2020: BESSER LACKIEREN Awards